# Akutaaneq Kreutzmann
Akutaaneq Kreutzmann (bedre kendt som Aku Kreutzmann) (født 13. november 1989) er en grønlandsk håndboldspiller, som spiller for Nordsjælland Håndbold og Grønlands herrehåndboldlandshold.
Han har stort set spillet hele sin aktive karriere i dansk håndbold, men startede i Aqissiaq HK på Grønland. Derefter skiftede han til moderklubben Bjerringbro-Silkeborg: Silkeborg-Voel KFUM, i sin ungdomskarriere og kom derefter op på førsteholdet.